# Mike Frantz
Mike Frantz (Saarbrücken, 14 de outubro de 1986) é um futebolista profissional alemão que atua como meia. Atualmente, defende o 1. FC Saarbrücken.

## Carreira
Mike Frantz começou a carreira no Borussia Neunkirchen.